# Münchwilen (Thurgovie)
Pour les articles homonymes, voir Münchwilen.
Münchwilen est une commune suisse du canton de Thurgovie, chef-lieu du district éponyme.

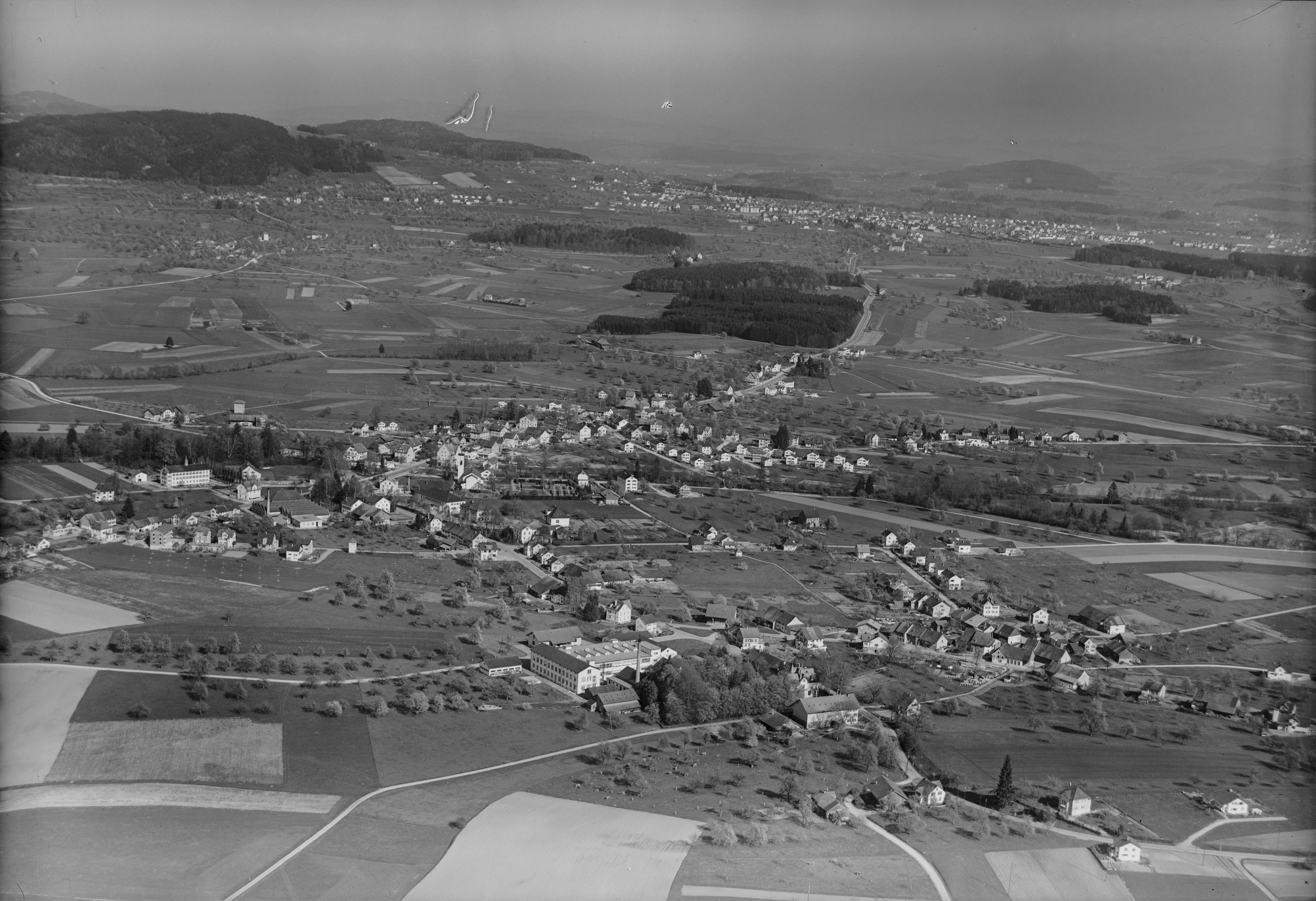
Photo aérienne (1953).